# Glossogobius bicirrhosus
Glossogobius bicirrhosus is een straalvinnige vissensoort uit de familie van grondels (Gobiidae). De wetenschappelijke naam van de soort is voor het eerst geldig gepubliceerd in 1894 door Weber.